# حالة الطوارئ في اليمن
أعلن الرئيس علي عبد الله صالح حالة الطورائ في اليمن يوم الجمعة بتاريخ 18 مارس2011 للمرة الثانية بعد الوحدة اليمنية حيث كانت المرة الأولى في منتصف مايو / أيار 1994 عندما اندلعت حرب 1994 الأهلية في اليمن بين الشمال والجنوب.
وقد أعلنت حالة الطوارئ في العاصمة صنعاء وعواصم المحافظات وحظر التجوال بالأسلحة بعد أحداث جمعة الكرامة التي قتل فيها أكثر من 52 شخص.
أقر مجلس النواب اليمني باجماع الحاضرين فرض حالة الطوارئ في تاريخ 23 مارس 2011، ولكن المعارضة اليمنية والنواب المستقلين والمستقيلين من الحزب الحاكم طعنوا في شرعية حالة الطوارئ بسبب عدم وجود قانون طوارئ في دستور اليمن وبسبب عدم اكتمال النصاب في أعداد النواب، الجدير بالذكر أن القانون الذي استند إليه التصويت يعود إلى زمن جمهورية اليمن الشمالي الذي يعود 1963 فيما قبل الوحدة مع الجنوب سنة 1990، وهذا كما يذكر بعض المعارضين أنه نسف للوحدة اليمنية بالاستناد على قانون قبل الوحدة.